# Diplazium tomentosum
Diplazium tomentosum är en majbräkenväxtart som beskrevs av Carl Ludwig Blume.
Diplazium tomentosum ingår i släktet Diplazium och familjen Athyriaceae. Inga underarter finns listade i Catalogue of Life.